# Усадьба Корвин-Круковских
Об усадьбе в Торопецком районе см. Подгороднее
Полибино — архитектурный ансамбль русской усадьбы XIX века в деревне Полибино Великолукского района Псковской области. Объект культурного наследия народов России федерального значения, памятник истории и архитектуры.
Усадьба расположена на берегу Полибинского озера в 2 км от реки Ловать. Включает в себя двухэтажный каменный дом с трёхэтажной башней второй трети XIX века, расположенный в центре усадьбы, в парке на возвышенном месте (построен предположительно по проекту А. П. Брюллова), флигель (общая площадь дома и флигеля — около 1000 кв.м.), парк (пл. 37,8 га.) и озеро.
В главном здании поместья располагается дом-музей С. В. Ковалевской. В экспозиции музея представлены её личные вещи, документы, рукописи, книги, а также коллекции предметов прикладного творчества.

## История
Первое упоминание о селе Полибино относится ко второй половине XVIII века. Оно тогда принадлежало генералу И. И. Михельсону. В 1774 году за освобождение Казани от Пугачёва Михельсон был произведён в полковники и щедро награждён. Среди прочего, ему были даны 1000 душ крестьян со множеством деревень в Витебской губернии, к которой в то время относилось это село.
Центральная усадьба Михельсона, отстроенная им с небывалой для этих глухих мест роскошью, располагалась недалеко от Невеля в селе Иванове. В Полибино же в то время стоял деревянный господский дом «простой архитектуры». Там поселилась жена Михельсона Шарлотта Ивановна. После смерти генерала сельцо Полибино было отдано ей в пожизненное владение.
В то время имением управлял дворянин Антон Красовский. В 1830 году Красовскому было запрещено занимать должности управляющего имениями вообще, а имение Полибино отдано в дворянскую опеку за неуплату казённых недоимок и жестокое обращение с крестьянами; а Шарлотта Михельсон вынуждена была переехать в сельцо Церковище, Велижского уезда, где умерла в нищете около 1837—1839 гг. (похоронена на лютеранском кладбище сельца Дорожкино). С 1834 года оно находилось в арендном содержании помещика Маньчевского, а 30 января 1841 года с публичных торгов имение за 10 610 рублей приобрёл генерал В. В. Корвин-Круковский.
С этого момента в истории полибинской усадьбы начинается новый период. После окончания военной карьеры В. В. Корвин-Круковский намеревался жить с семьёй в Полибино постоянно, поэтому усадьба была полностью реконструирована в соответствии со вкусами нового хозяина. По сути, начинается строительство новой усадьбы. Сооружены глинобитные постройки разного рода: жилые дома управляющего и садовника, скотный двор, сараи, гумно и т. д. Тогда же было начато строительство каменного господского дома («за́мка»).
Поскольку В. В. Корвин-Круковский в те годы состоял на службе в Москве, а потом в Калуге, возведением этих построек занимался его брат Семён Васильевич Круковский, живший недалеко от Полибино. При нём в усадьбе был разбит большой цветник.
В 1858 году генерал Корвин-Круковский вышел в отставку и переехал с семьёй в Полибино на постоянное жительство. В дальнейшем он уже лично занимался укреплением и развитием своей усадьбы и всего имения, постепенно скупал михельсоновские деревни. Он надеялся, что усадьба Полибино станет родовым поместьем для его потомков. Сразу после его приобретения в документах Василия Васильевича Полибино указывается как родовое имение, а не приобретённое. Однако этому не суждено было сбыться. Расцвет усадьбы начался с момента переезда туда Василия Васильевича и с его смертью закончился.
В этом имении прошли детские годы впоследствии знаменитых дочерей генерала — Софьи Ковалевской и Анны Жаклар. Именно здесь Софья Ковалевская, во многом под влиянием своего дяди Петра Васильевича, получила многостороннее развитие и приобрела интерес к математике.
Мемориальный дом Софьи Ковалевской был передан Псковскому музею-заповеднику в 1981 году. С 1982 года комплектуется фонд музея, проводятся исследования. С 1989 года в усадьбе (с длительными перерывами из-за недостаточного финансирования) ведутся реставрационные работы. С 1988 года музей открыт для публичных посещений.